# Chen Rong (atleet)
Chen Rong, Chinees: 陈荣, (Hebei, 18 mei 1988) is een Chinese langeafstandsloopster, die gespecialiseerd is in de marathon.

## Loopbaan
In 2006 werd Chen Rong derde op de marathon van Peking en het jaar erop won ze deze wedstrijd in een persoonlijk record van 2:27.05.
In 2008 werd ze met 2:27.09 vierde op de marathon van Xiamen. Ze won de Good Luck Beijing Marathon, een testloop voor de Olympische Spelen van 2008 in Peking. Chen kwalificeerde zich voor de olympische marathon, maar droeg haar plaats af aan haar landgenote Zhang Shujing.

## Persoonlijke records
Baan
| Onderdeel | Prestatie | Datum            | Plaats       |
| --------- | --------- | ---------------- | ------------ |
| 1500 m    | 4.25,45   | 28 augustus 2005 | Zhengzhou    |
| 3000 m    | 9.20,19   | 30 augustus 2005 | Zhengzhou    |
| 5000 m    | 15.35,90  | 11 oktober 2008  | Shijiazhuang |
| 10.000 m  | 31.39,77  | 8 september 2011 | Hefei        |

Weg
| Onderdeel      | Prestatie | Datum         | Plaats |
| -------------- | --------- | ------------- | ------ |
| halve marathon | 1:12.56   | 20 april 2008 | Peking |
| marathon       | 2:26.49   | 30 april 2011 | Dalian |

## Palmares

### marathon
- 2006:  marathon van Peking - 2:34.57
- 2007:  marathon van Peking - 2:27.05
- 2008: 4e marathon van Xiamen - 2:27.09
- 2008:  Good Luck Beijing Marathon (april) - 2:30.42
- 2008:  marathon van Peking (oktober) - 2:28.25
- 2009:  marathon van Xiamen - 2:29.52
- 2011: 11e WK - 2:31.11